# Walter Hailer
Walter Hailer (* 16. März 1905 in Ravensburg; † 22. September 1989 in Konstanz) war ein deutscher Jurist und Politiker der CDU. Hailer war unter anderem Leiter der Vertretung des Landes Baden-Württemberg beim Bund sowie Präsident des Staatsgerichtshofs für das Land Baden-Württemberg.

## Leben

### Ausbildung
Nach dem Besuch des Ravensburger humanistischen Gymnasiums studierte Hailer in Tübingen zunächst drei Semester Chemie und wechselte anschließend 1926 zu den Rechtswissenschaften. Er trat dort der katholischen Studentenverbindung Alamannia im KV bei und pflegte eine enge Freundschaft mit dem späteren Ministerpräsidenten Baden-Württembergs Gebhard Müller. 1930 legte Hailer seine Erste Höhere Justizdienstprüfung ab und promovierte im folgenden Jahr.

### Journalist
Obwohl er seine Zweite Juristische Staatsprüfung hervorragend bestanden hatte, waren die Aussichten, in den Staatsdienst zu kommen, so schlecht, dass er 1933 die Stelle des Hauptschriftleiters des Rottweiler Schwarzwälder Volksfreunds annahm. Die durch die stark beschnittene Pressefreiheit eingeschränkten Entwicklungsmöglichkeiten veranlassten Hailer dann doch dazu, in eine Verwaltungslaufbahn einzutreten.

### Justizverwaltung
In den Jahren 1934 bis 1945 arbeitete er als Regierungsassessor, zunächst bis 1937 beim Landratsamt Calw und im Stuttgarter Wirtschaftsministerium, anschließend als Regierungsrat beim Technischen Landesamt in Ludwigsburg.

### Pressechef der Militärverwaltung während des Zweiten Weltkriegs
Nachdem er im Zweiten Weltkrieg eingezogen worden war, wurde Hailer im besetzten Belgien in Brüssel als „Oberkriegsverwaltungsrat der Pressestelle des Präsidialbüros des Militärverwaltungschefs (Eggert Reeder)“ eingesetzt. Er war ursprünglich für die militärische Zensur in der Pressestelle zuständig, baute jedoch seine Position zu der eines faktischen Pressechefs der deutschen Militärverwaltung in Belgien und Nordfrankreich aus. Hailer wurde im September 1941 ein fester Mitarbeiter des Besatzungsorgans Brüsseler Zeitung, für das er zahlreiche Kommentare zum innenpolitischen Geschehen schrieb, und bezog hierfür eine monatliche Vergütung. Zur Zeit des Kriegsendes befand er sich zusammen mit Gebhard Müller an der deutsch-österreichischen Grenze und verbrachte anschließend mehr als ein Jahr in französischer Kriegsgefangenschaft.

### Laufbahn in der Nachkriegszeit
Hailer schloss nach 1946 wieder an seine Laufbahn an und ging zunächst zum Landwirtschaftsministerium Württemberg-Baden und dann wieder zum Technischen Landesamt in Ludwigsburg. In dieser Stadt wurde er auch 1948 zum Referenten der Oberen Flurbereinigungsbehörde bestellt.
Durch die Neuordnung der städtischen Verwaltung Ulms bot sich für Hailer die Möglichkeit der Kandidatur zum Ersten Beigeordneten, die durch seine Wahl durch den Gemeinderat erfolgreich verlief. Er leitete sowohl die Hauptverwaltung als auch das Personalamt. Im Februar 1954 kandidierte Hailer für das Amt des Ulmer Oberbürgermeisters und trat dabei gegen seinen Vorgesetzten und Amtsinhaber Theodor Pfizer an, unterlag dabei jedoch deutlich, da Pfizer mehr als 76 Prozent der gültigen Stimmen erhielt. Er schied aus dem Amt des Ersten Beigeordneten aus und wurde 1955 durch Hans Lorenser ersetzt.

### Senatspräsident am Verwaltungsgerichtshof
1954 wurde Hailer Senatspräsident beim neu gebildeten Flurbereinigungssenat am Verwaltungsgerichtshof Baden-Württemberg. In den Jahren 1957 bis 1963 wirkte er als Ministerialdirektor und wurde 1960 in Nachfolge des pensionierten Staatsministers Oskar Farny im Staatsministerium Baden-Württemberg als Staatssekretär Leiter der Vertretung des Landes Baden-Württemberg beim Bund sowie Mitglied des Ständigen Beirats des Bundesrates. 1963 wurde Hailer Präsident des Verwaltungsgerichtshofs und des Disziplinarhofs Baden-Württemberg und blieb dies bis zu seiner Pensionierung im Jahr 1970. In den Jahren 1965 bis 1970 war er auch stellvertretender Präsident.

### Mitglied und Präsident am Staatsgerichtshof für das Land Baden-Württemberg
Am 17. Dezember 1964 wählte der Landtag von Baden-Württemberg Hailer als Nachfolger von Karl Walter zum Mitglied des Staatsgerichtshofes in der Gruppe der Berufsrichter. Zugleich wurde er zum Ständigen Stellvertreter des Präsidenten Hans Anschütz gewählt. Am 18. Juni 1970 wurde er schließlich zum Präsidenten gewählt und übte das Amt bis Juli 1976 aus.

### Engagement im Ruhestand
Im Ruhestand wirkte Hailer als Schiedsrichter in Fragen des Personalstatuts des Deutsch-Französischen Jugendwerks, als Leiter der Fortbildungslehrgänge der staatlichen Innenverwaltung für höhere Beamte und Verwaltungsrichter und als Mitglied der Enquete-Kommission des Deutschen Bundestags in Fragen der Verfassungsreform.

### Privates
Hailer war verheiratet und hatte mehrere Kinder.

## Auszeichnungen
- Großes Verdienstkreuz mit Stern des Verdienstordens der Bundesrepublik Deutschland

## Publikationen
- Der Widerstand gegen die Staatsgewalt. Unter besonderer Berücksichtigung der Entwürfe und neuesten Reformarbeiten zu einem neuen deutschen Strafgesetzbuch. Dissertation. Rottweil am Neckar 1931, DNB 570350743.
- mit Karl-Heinz Kasparek: Nachweis- und Bemessungsverfahren zum Stabilitätsnachweis nach der neuen DIN 1045. Werner, Düsseldorf 1973, ISBN 3-8041-2324-4.